# Supertaça Cândido de Oliveira 2001
La Supertaça Cândido de Oliveira 2001 è stata la 23ª edizione di tale competizione, la 1ª a finale unica. È stata disputata il 4 agosto 2001 all'Estádio do Rio Ave FC di Vila do Conde. La sfida ha visto contrapposte il Boavista, vincitore della Primeira Liga 2000-2001 e il Porto trionfatore nella Taça de Portugal 2000-2001.
Grazie ad un 1-0 inflitto ai rivali cittadini, il Porto si è aggiudicato per la 12ª volta il trofeo.

## Le squadre
| Squadre  | Qualificazione                             | Partecipazioni precedenti (il grassetto indica la vittoria)                                                     |
| -------- | ------------------------------------------ | --- |
| Boavista | Vincitore della Primeira Liga 2000-2001    | 3 (1979, 1992, 1997)                                                                                            |
| Porto    | Vincitore della Taça de Portugal 2000-2001 | 18 (1979, 1981, 1983, 1984, 1985, 1986, 1988, 1990, 1991, 1992, 1993, 1994, 1995, 1996, 1997, 1998, 1999, 2000) |

## Tabellino
| Arbitro: | Martins dos Santos (Oporto) |

|  |           |             |
|  | Marcatori | 22’ Andrade |

| Boavista | Porto |

### Formazioni
| Boavista      |    |                 |         |     |
|               |    |                 |         |     |
| P             | 1  | Ricardo ()      |         |     |
| D             | 2  | Rui Óscar       |         |     |
| D             | 7  | Jorge Silva     |         | 70’ |
| D             | 5  | Pedro Emanuel   |         |     |
| D             | 15 | William Quevedo |         |     |
| C             | 23 | Nuno Frechaut   | 2’, 86’ |     |
| C             | 55 | Gláuber         |         | 66’ |
| C             | 16 | Martelinho      |         | 46’ |
| C             | 37 | Erwin Sánchez   |         |     |
| C             | 8  | Duda            |         |     |
| A             | 11 | Elpídio Silva   |         |     |
| Sostituti:    |    |                 |         |     |
| D             | 19 | Mário Loja      |         | 70’ |
| C             | 18 | Pedro Santos    |         | 66’ |
| A             | 9  | Serginho Baiano |         | 46’ |
| Allenatore:   |    |                 |         |     |
| Jaime Pacheco |    |                 |         |     |

| Porto           |    |                    |     |     |
|                 |    |                    |     |     |
| P               | 55 | Sergej Ovčinnikov  |     |     |
| D               | 17 | Hugo Ibarra        |     |     |
| D               | 2  | Jorge Costa ()     |     |     |
| D               | 13 | Jorge Andrade      | 86’ |     |
| D               | 4  | Ricardo Carvalho   |     |     |
| C               | 5  | Carlos Paredes     | 34’ |     |
| C               | 14 | Fredrik Söderström |     |     |
| C               | 21 | Capucho            |     |     |
| C               | 10 | Deco               |     | 86’ |
| C               | 28 | Clayton            | 24’ | 69’ |
| A               | 31 | Pena               | 44’ |     |
| Sostituti:      |    |                    |     |     |
| D               | 11 | Rubens Júnior      |     | 69’ |
| C               | 19 | Rafael             |     | 86’ |
| Allenatore:     |    |                    |     |     |
| Octávio Machado |    |                    |     |     |